# فنگ شائوفنگ
فنگ شائوفنگ (انگلیسی: Feng Shaofeng؛ زادهٔ ۷ اکتبر ۱۹۷۸) یک بازیگر اهل چین است.

## زندگی شخصی
فنگ با همبازی خود جائو لی‌یینگ که در سریال داستان مینگلان آشنا شده بودند در سال ۲۰۱۸ ازدواج کرد  و این دو صاحب یک فرزند پسر شدند.
آن دو در آپریل ۲۰۲۱ از یکدیگر جدا شدند.

## فیلم‌
| سال  | عنوان                               | نقش          |
| ---- | ----------------------------------- | ------------ |
| 2011 | انتقام سفید                         | شیانگ یو     |
| 2013 | کارآگاه جوان دی: ظهور اژدهای دریایی | یوچی جنجین   |
| 2014 | قاره                                | هن دونگ      |
| 2014 | دوران طلایی                         | شیائو جون    |
| 2015 | طلسم گرگ                            | چن جن        |
| 2015 | شمشیر اژدها                         | هواُ چوبینگ   |
| 2016 | پادشاه میمون ۲                      | تانگ سانزانگ |
| 2016 | بادیگارد                            | دکتر هو      |
| 2018 | کارآگاه دی: چهار پادشاه آسمانی      | یوچی جنجین   |